# Andrei Pacheco
Andrei Pacheco (sinh ngày 20 tháng 9 năm 1984 ở Princes Town) là một cầu thủ bóng đá người Trinidad và Tobago, thi đấu cho W Connection và hiện tại thi đấu cho Marabella Gia đình Crisis Centre.

## Sự nghiệp
Pacheco ký hợp đồng với the Columbus Crew của Major League Soccer, but never appeared in a league match.